# Elena Moya Pereira
Elena Moya Pereira   (Tarragona, 1970) és una escriptora i periodista catalana. Destaca pel tractament rellevant, central i protagonista de les dones en les seues novel·les, alhora que rendeix un homenatge a les dones republicanes. A més, aborda temes com la influència de l'Església (Opus Dei), l'educació, l'homosexualitat femenina, la desigualtat de la dona i el poder econòmic i financer.

## Biografia i vida professional
Elena Moya Pereira va néixer i va créixer a Tarragona, en els últims anys de la dictadura franquista. Es va graduar en periodisme a la Universitat de Navarra i va ser guardonada amb una beca Fulbright per realitzar un màster en periodisme financer als Estats Units. Va realitzar una diplomatura en Creative Writing en el Birkbeck College, de la Universitat de Londres. Va treballar en El Periódico de Catalunya i Reno a Nevada, i es va establir a Londres en 1998. Actualment és reportera de negocis per The Guardian, havent treballat en les agències de notícies Bloomberg i Reuters. Fa informes financers per a gestores de fons d'inversió des de 2012 i imparteix conferències sobre Economia i Finances, Periodisme i Literatura. Als seus llibres aporta una visió històrica per reivindicar i visibilitzar les dones com Victoria Kent, Clara Campoamor, Margarita Nelken i la Residència de Senyoretes.
Ha estat entrevistada i ha publicat articles a diversos mitjans, com El País, El Confidencial, El Diario o Onda Cero.
Les seves novel·les han estat lloades i presentades per Juan Cruz, Eduardo Mendoza, Paul Preston, i Julio Crespo MacLennan (director de l'Institut Cervantes a Londres).

## Obra
- The Olive Groves of Belchite (Vanguard Press, 2009); Les Oliveres de Belchite (Suma de letras, 2010); Los Olivos de Belchite (Suma de Letras, 2010)
- La Maestra Republicana (Suma de Letras, 2013)
- La Candidata (Suma de Letras, 2015)
- La Otra Orilla (Suma de Letras, 2021)